# Мешак Джордж Ньямбаті
Мешак Джордж Ньямбаті (Meshack George Nyambati) — кенійський дипломат. Надзвичайний і Повноважний Посол Кенії в Україні за сумісництвом (2000—2002).

## Життєпис
У 1993 році — працював заступником секретаря Міністерства закордонних справ Кенії.
У 1998—2002 рр. — Надзвичайний і Повноважний Посол Кенії в РФ, з акредитацією в Україні, Білорусі та Казахстані.
У 2000—2002 рр. — Надзвичайний і Повноважний Посол Кенії в Україні за сумісництвом. 23 травня 2000 року вручив вірчі грамоти Президенту України Леоніду Кучмі.
У 2002—2004 рр. — Надзвичайний і Повноважний Посол Кенії в Зімбабве.
У 2004—2008 рр. — Надзвичайний і Повноважний Посол Кенії у Демократичній Республіці Конго.